# Preußische Instruktionen
Die Preußischen Instruktionen (PI) sind ein bibliothekarisches Regelwerk, das früher in wissenschaftlichen Bibliotheken zur Katalogisierung verwendet wurde. Die Preußischen Instruktionen wurden ab den 1980er Jahren von anderen Regelwerken wie den Regeln für die alphabetische Katalogisierung (RAK) abgelöst, welche ihrerseits seit 2015 vom Regelwerk Resource Description and Access (RDA) ersetzt werden.

## Details
Eine der Besonderheiten der PI ist, dass Mehrverfasserschriften (ab 4 Verfassern) und Sachtitelschriften nach dem Prinzip der grammatischen Ordnung im Katalog sortiert wurden. Das bedeutet, dass in der Regel das erste unabhängige Substantiv für die Einordnung im (Zettel-)Katalog maßgeblich ist. Artikel und Präpositionen werden dabei übergangen. Außerdem gibt es bei den PI keine Eintragungen unter Körperschaften. Hinsichtlich der Einordnung im Katalog wird kein Unterschied zwischen den Buchstaben I und J gemacht, deutsche Umlaute werden wie ihre Grundform sortiert. Schriften eines Verfassers werden in Gruppen eingeteilt: Zuerst werden Werkausgaben aufgeführt, danach Teilsammlungen, Fragmente und Auszüge aus Werken, erst dann Einzelschriften.
Zu den heute absonderlich anmutenden Regeln gehörte auch, dass Vornamen von Verfassern an vorherrschende Schreibweisen anzupassen waren, anstatt sie so anzugeben, wie die Texte sie auswiesen; bei deutschsprachigen Autoren musste z. B. für Carl Karl geschrieben werden, für Gerhart Gerhard, für Christof Christoph.

## Geschichte
Bereits 1886 hatte Karl Dziatzko mit den „Breslauer Instructionen“ ein Regelwerk vorgelegt. Hier wurde die Ordnung der Titel, nicht die Aufnahme geregelt. 1890 erstellte die Königliche Bibliothek in Berlin „Instructionen“, mit denen die Aufnahme und nicht die Ordnung geregelt wurden. 1899 entstand aus diesen beiden „Instructionen“ ein Kompromiss, das erste einheitliche Regelwerk, die „Preußischen Instruktionen (PI)“. Sie wurden am 10. Mai 1899 unter dem Titel Instruktionen für die alphabetischen Kataloge der preussischen Bibliotheken und für den preussischen Gesamtkatalog erstmals veröffentlicht. Fritz Milkau, späterer Mitarbeiter von Friedrich Althoff, wirkte bei der Erstellung der PI maßgebend mit. Die zweite Auflage erschien 1908. Die PI waren die Grundlage für den Preußischen Gesamtkatalog (später: Deutscher Gesamtkatalog).
Die PI waren in ihrer Zeit ein großer Fortschritt in der deutschen Bibliothekslandschaft, die vorbildhaft teilweise auch außerhalb Preußens Anwendung fanden. Trotz der Vorbildwirkung konnte man aber in der Katalogisierung bedeutender alter Bibliotheken in Bayern, Hessen, Sachsen und an anderen traditionellen Bibliotheksstandorten Deutschlands vor der Einführung der EDV oft keine einheitliche und konsequente Anwendung von Richtlinien durchsetzen. Die speziellen Regeln, die stark von der Struktur der deutschen Sprache ausgingen und nur schwer auf andere Sprachen übertragen werden können, wurden zunächst bei den Universitätsbibliotheken und schließlich im internationalen Verbund der Bibliotheken durch andere Regelwerke ersetzt.
Die Anwendung der Regeln ist vergleichsweise komplex und wurde für Online-Katalogsysteme (OPAC) nur teilweise umgesetzt. Zudem boten sich mit der EDV weitergehende Suchfunktionen, so dass auf die PI nur noch selten zurückgegriffen wird. Bei Sachkatalogen nach Schlagwörtern oder entsprechend aufgebauten Verzeichnissen ist deren Kenntnis jedoch noch immer hilfreich. Es existieren in Bibliotheken nach wie vor historische Bestände, die meist nur in entsprechend alten, nach den PI aufgebauten Katalogen verzeichnet sind.